# フコイダン
フコイダン（英語名：fucoidan）は、硫酸化多糖の一種。コンブやワカメ（一部位であるメカブを含む）、モズクなど褐藻類の粘質物に多く含まれる食物繊維である。なお、類似の物質はナマコなどの動物からも見つかっている。
主に L-フコースが α1-2、α1-4結合で数十から数千個も繋がった化合物（多糖体）で、平均分子量は約200,000。グルクロン酸を含む U-フコイダン、硫酸化フコースだけからなる F-フコイダン、ガラクトースを含む G-フコイダンなどに分類される。
L-フコースは、キノコ類（アガリクス、メシマコブなど）や他の多糖体（糖鎖）成分と違い、フコースに硫酸基が結合している。
褐藻類（モズク、メカブ、コンブ、アカモク、ウミトラノオ等ホンダワラ類等）に多く含まれ、わかりやすい表現手段として海藻のネバネバ成分と表現されることが多い。アカモクに関する研究などから、生殖器に多いとの報告もある。

## 概説
1913年、ウプサラ大学所属のスウェーデン人植物学者 H・キリン (Harald Kylin) によって発見され、ヒバマタ属の学名 genus Fucus にちなんで命名された。1970年代以降盛んに研究されるようになり、1996年の日本癌学会で制癌作用が報告されてから健康食品として注目を浴びるようになった。
2002年にはフランスの科学者による研究で、分子量8,000程度の低分子フコイダンがウサギの血管内膜平滑筋細胞の過形成を抑制することが明らかとなった。

フコイダンに関する研究論文は主として培養細胞または実験動物を使った基礎研究で、人間に対する臨床的な研究はほとんど発表されていない。癌細胞に対する効果のほか、炎症反応、免疫反応、脂質代謝、血管新生などに対する効果が研究されているが、いずれも実験室レベルの研究であり臨床研究ではない。また、ヒト臍帯血管の成長を抑制するという培養実験結果も発表されており妊婦への悪影響も実験レベルで示唆されている。
効能として「肝機能を改善する」「血圧の上昇を抑える」「抗菌作用がある」「アレルギーを抑える」「コレステロールを下げる」「癌によい」など俗に言われる。
しかし現在のところ、科学的・臨床的なデータはまだ不足しており、例えば次のようなものの解明が待たれる。
- フコイダンの色、味、匂い、比重はどうか。
- フコイダンが含まれている食品と、フコイダンの抽出方法。
- フコイダンが「加熱」「冷凍」「粉末」などの調理に耐えられるかどうか。
- このような高分子は分解されなければ吸収できない。それが、体内で再合成されるはずもない。分解された成分が分解前のフコイダンと同じ働きをするのか。

## 研究
基礎研究として、抗酸化作用、アポトーシス誘導による抗ガン作用、抗菌作用、皮膚創傷修復作用、胃粘膜保護作用、胃潰瘍治癒促進作用、血中コレステロール低下作用が報告されている。
一方、フコイダンはメカブなどの褐藻類から抽出される成分である。フコイダンは硫酸化多糖類の一種のため、硫酸基の結合のないものはフコイダンではなく、ただの多糖類とされる。
現在は九州大学のような国立大学をはじめ、一般企業独自の研究機関などでも研究が続けられている。低分子、高分子の論争が繰り広げられているが、硫酸基を結合したまま低分子化することは非常に難しいとされている。また、フコイダンにさまざまなものを加える研究も進んできている。
日本国内よりも海外の研究者に評価が高い栄養成分である。